# Ричард Андерсън
Ричард Дийн Андерсън (на английски: Richard Dean Anderson) е американски актьор, който започва своята кариера в сапунена опера, но става известен с хитовия телевизионен сериал „Макгайвър“ (MacGyver).
Между 1997 и 2007 г. той играе полковник Джак О'Нийл в сериала „Старгейт SG-1“, направен по филма „Старгейт“, с участието на Кърт Ръсел. Участва и в сериала „Старгейт Атлантида“ (Stargate Atlantis), във филма „Старгейт: Кивотът на истината“ (Stargate: The Ark of Truth) и във филма „Старгейт Континуум“ (Stargate: Continuum) вече като генерал Джак О'Нийл.
Въпреки че никога не е бил женен, има дъщеря на име Уили Куин Анароуз, която е родена през 1998 г. от неговата приятелка Ейприл Роуз.